# Anna Bronic-Kustal
Anna Bronic-Kustal (ur. 10 marca 1907) – polska „Sprawiedliwa wśród Narodów Świata”.

## Życiorys
W trakcie II wojny światowej pomagała żydówce, Alinie (Sarze) Hindzie Kusnir, która przed wojną poślubiła Polaka, Romana Polkowskiego i wraz z córką Ireną i mężem, po niemieckim ataku na Polskę, żyła po aryjskiej stronie Warszawy. Z czasem, kobieta przeprowadziła się wraz z córką do Choszczówki, aby uciec przed Niemcami. Zaprzyjaźniła się tam z Anną, która jej pomagała jak tylko mogła. Gdy Niemcy odkryli prawdziwe pochodzenie Aliny, Anna od razu pomogła Żydówce, zapewniając jej schronienie u swojego brata w Kielcach. Ryzyko było zbyt duże, toteż za namową Anny Alina rozdzieliła się z Ireną, która trafiła do ojczyma w Warszawie. Alina zaś, zaopatrzona w fałszywe dokumenty, poszukiwała schronienia u dawnych znajomych. Ostatecznie, Anna wraz z Aliną, zamieszkały w małej miejscowości Turobin pod Lublinem. Gdy kobiety dowiedziały się, że Niemcy stracili Romana Polkowskiego za działalność w podziemiu, natychmiast udały się do Warszawy aby odszukać córkę. Po powstaniu warszawskim, okupanci deportowali Alinę i Irenę do III Rzeszy. Kobietom udało się jednak przetrwać, w czym ogromna zasługa była właśnie Anny Bronic-Kustal.
22 stycznia 1992 r. Instytut Jad Waszem uhonorował Annę Bronic-Kustal medalem „Sprawiedliwy wśród Narodów Świata”.